# Władysław Manduk

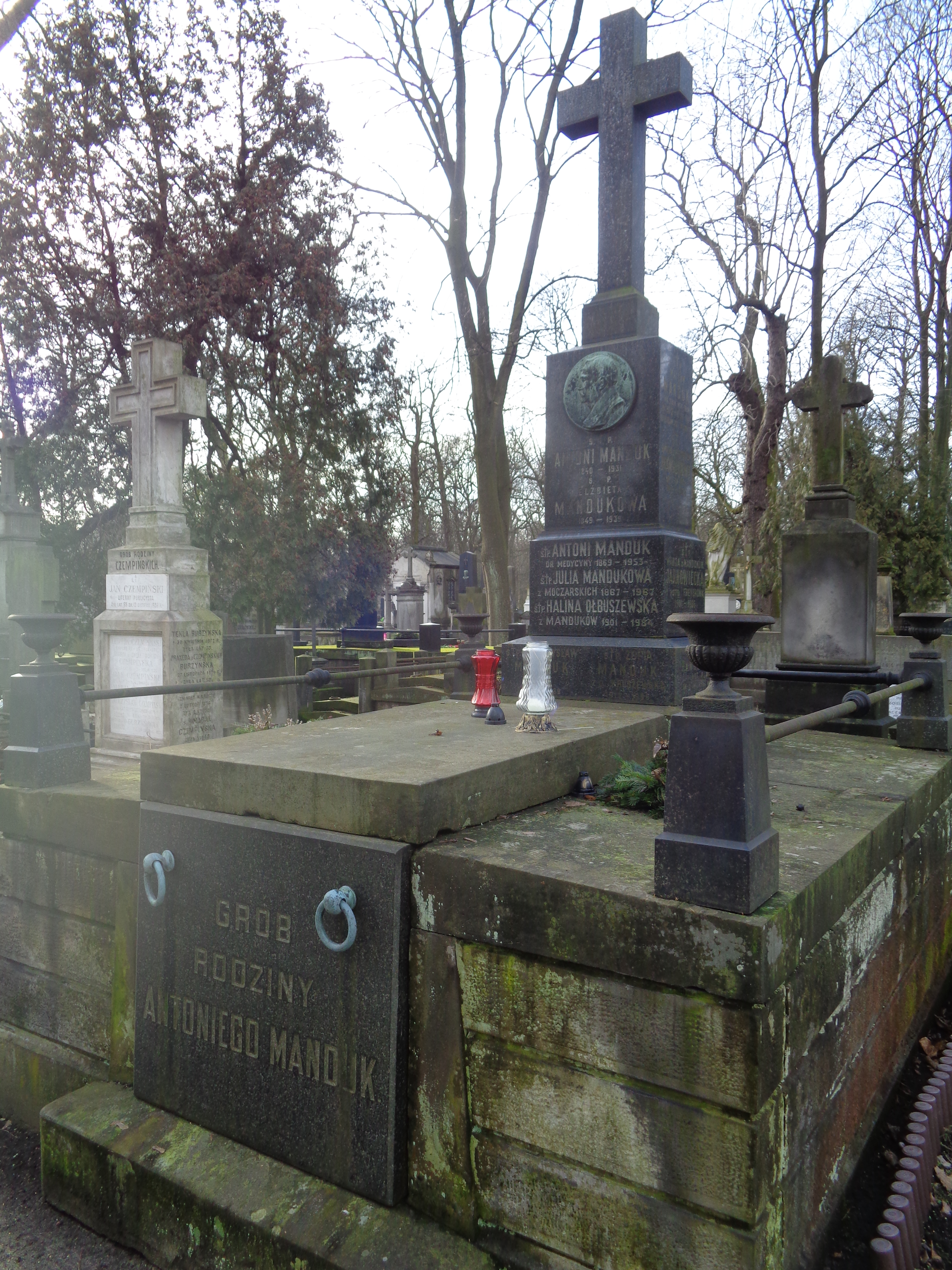
Grób Władysława i Stanisława Manduka na cmentarzu Powązkowskim

Władysław Manduk (ur. 30 lipca 1910 w Warszawie, zm. 18 czerwca 1989 w Brooklands, Anglia) – inżynier chemik, taternik, organizator taternictwa i turystyki górskiej w strukturach Polskiego Towarzystwa Turystyczno-Krajoznawczego (PTTK) w Łodzi po II wojnie światowej, filister Korporacji Akademickiej Sarmatia.

## Nauka
W Warszawie w 1929 ukończył Państwowe Gimnazjum im. Stefana Batorego, zaś w 1937 Politechnikę Warszawską, uzyskując dyplom mgr. inż. chemii. W czasie swych studiów był czynnym członkiem Korporacji Akademickiej Sarmatia.
Służbę wojskową odbył w latach 1935–1936 w Szkole Podchorążych Artylerii we Włodzimierzu Wołyńskim, a następnie w 32 dywizjonie artylerii lekkiej w Rembertowie.

## Wojna, działalność konspiracyjna i powstanie warszawskie
Uczestnik wojny obronnej 1939. W randze podporucznika dowodził baterią artylerii lekkiej, która osłaniała Warszawę od strony Powązek i Żoliborza przed niemieckimi czołgami.
Po klęsce, już w październiku 1939 rozpoczął działalność konspiracyjną. Działał w ZWZ, AK, walczył w powstaniu warszawskim w Zgrupowaniu Mokotów.
Już w stopniu porucznika, jako „Grzegorz”, zaangażowany był w szkolenie wojskowe artyleryjskie młodzieży akowskiej. Prowadził tajne wykłady i ćwiczenia, opracował nawet specjalny skrypt szkoleniowy i wykonał modele przyrządów celowniczych. Spotkania odbywały się w prywatnych mieszkaniach na Woli, Mokotowie i Powiślu.
W czasie powstania warszawskiego dowodził ewakuacją do Pruszkowa powstańców rannych w pierwszych dniach. W ciągu września jego oddział odbierał zrzuty lotnicze dla powstańców.

## Działalność zawodowa
- przed wojną
  - grudzień 1937 – marzec 1939 asystent w Chemicznym Instytucie Badawczym na Żoliborzu w Warszawie,
  - marzec – sierpień 1939 referent w Ministerstwie Przemysłu i Handlu w Warszawie
- w czasie wojny
  - styczeń – grudzień 1940 chemik w garbarni w Warszawie,
  - styczeń 1941 – lipiec 1944 laborant w aptece w Warszawie,
  - listopad 1944 – marzec 1945 dezynfektor w pracowni lekarza powiatowego w Nowym Targu.
- po wojnie
  - Po klęsce powstania, późną jesienią 1944 i w pierwszych miesiącach 1945, jako pogorzelcy z Warszawy, mieszkali z rodziną (żona Zofia z domu Kruszewska, ślub 26 grudnia 1937 Warszawa, i córka Anna ur. 16 października 1940 w Warszawie), u górali pod Nowym Targiem. Tu w szpitalu pod bombami (przechodził front) urodziła się 4 stycznia 1945 druga jego córka – Barbara.
  - W kwietniu 1945 z rodziną przeniósł się na Śląsk Opolski, do miejscowości Pokój, gdzie powierzono mu uruchomienie jedynej w Polsce fabryki sztucznego włosia (sztuczne włosie to wówczas były sprasowane igły sosnowe, używane do wypełniania materacy), i następnie mianowano jej dyrektorem. Pracował tam do sierpnia 1949. Prowadził kursy repolonizacyjne zniemczonej ludności śląskiej. Na Śląsku przyszły na świat 3 kolejne córki: Teresa (ur. 3 października 1946 w Opolu), Maria (ur. 25 kwietnia 1950 Pokój) i Zofia (ur. 25 kwietnia 1950 Pokój).
  - w 1949 zamieszkał w Łodzi, gdzie pracował do emerytury w 1975, a działał do śmierci w 1989.
  - wrzesień 1949 – lipiec 1951 dyrektor Zakładu Chemicznego Widzewskich Zakładów Przemysłu Bawełnianego im. 1 Maja,
  - sierpień – grudzień 1951 dyrektor Łódzkich Zakładów Włókien Sztucznych „Anilana”,
  - grudzień 1951 – kwiecień 1952 starszy technolog w Łódzkich Zakładach Włókien Sztucznych „Anilana”,
  - maj 1952 – 31 stycznia 1956 kierownik działu w Centralnym Zarządzie Przemysłu Włókien Sztucznych, który później zmienił swoją nazwę na Zjednoczenie Przemysłu Włókien Sztucznych,
  - 1 lutego 1956 przeniesiony do Biura Projektów Włókien Sztucznych (późniejsze

Biuro Projektów i Realizacji Inwestycji „Biprowis”, później „Chemitex”), gdzie pracował jako kierownik działu i starszy projektant, aż do przejścia na emeryturę 31 grudnia 1975.

## Pozazawodowa działalność turystyczna i organizacyjna w turystyce
Turystą we wspomnieniach córek był „od zawsze”.
Jeszcze przed wojną dużo chodził po górach i jeździł turystycznie na nartach.
Od 1931 działał w Polskim Towarzystwie Tatrzańskim (PTT). Po okresie przerwy spowodowanej wojną, pod Nowym Targiem rozpoczął znów górskie wędrówki m.in. z rodziną na Turbacz.
W 1946 powrócił do turystyki tatrzańskiej, a w l947 zaczął przygodę ze wspinaczką wysokogórską.
Od przyjazdu do Łodzi w 1949 zajmował się społeczną działalnością organizacyjną: został wybrany wiceprezesem Zarządu Oddziału PTT, od 1951 Oddziału PTTK w Łodzi; w następnych latach wybrany został wiceprezesem i prezesem Zarządu Okręgu PTTK w Łodzi (l956-1968).
W maju 1950 na samotnej pieszej wycieczce w Jurę Krakowsko-Wieluńską (inna nazwa Jury Krakowsko-Częstochowskiej), po skałkach Mirowa, Bobolic, Kroczyc i okolicy, odkrył zbiorowisko skałek, w których było – jak sam wspominał – „sporo obiecujących iglic i piętrzyło wiele wabiących ścianek”. Były to „Skałki Kroczyckie” znane dzisiaj całemu środowisku wspinaczkowemu w Łodzi. Tam w latach 50. XX w. najstarsza córka przebywała jako osoba towarzysząca na kursach skałkowych, a w latach 70. XX w. najmłodsza ukończyła kurs taternicki pod kierunkiem Andrzeja Wilczkowskiego. Turystkami górskimi do dziś są wszystkie córki.
W 1951 w Łodzi był inicjatorem powstania Sekcji Łódzkiej Koła Krakowskiego Klubu Wysokogórskiego, której został przewodniczącym.
Pełnił z wyboru w latach 1951–1989 odpowiedzialne funkcje społeczne w PTTK, do 1975 w Zarządzie Okręgu Łódzkiego PTTK, potem, od 1975 po reformie administracyjnej państwa w Zarządzie Wojewódzkim PTTK w Łodzi, m.in. w latach 1951–1956 wiceprezes, 1965–1968 prezes, a w innych okresach członek zarządu.
Od 1953 do końca życia był członkiem Zarządu Oddziału Łódzkiego PTTK.
Był także przewodniczącym Komisji Taternickiej Okręgu PTTK, a potem Komisji Ochrony Przyrody, Komisji Krajoznawczej, Komisji Historii i Tradycji PTTK oraz członkiem Referatu Weryfikacyjnego Górskiej Odznaki Turystycznej (GOT). Był także członkiem Komisji Historii i Tradycji oraz Komisji Turystyki Zagranicznej Zarządu Głównego PTTK.
Był Przodownikiem Turystyki Górskiej (od 1953, w 1975 został Honorowym Przodownikiem Turystyki Górskiej), Instruktorem Kształcenia Kadr w zakresie turystyki górskiej, organizatorem szkoleń nowych przodowników, organizatorem wielu imprez turystycznych (m.in. corocznych Rajdów Chemików), członkiem Komisji Egzaminacyjnej dla Przodowników Turystyki Górskiej, a także członkiem Wojewódzkiej Komisji Odznaczeń.
Był wiceprzewodniczącym powstałej w 1976 przy Zarządzie Wojewódzkim PTTK w Łodzi Komisji Seniorów.
Związał się bliżej z Klubem Turystów Górskich „Kosówka” Łódzkiego Oddziału PTTK.
Był kierownikiem polskich wypraw w góry Kaukazu w 1958 i 1959. Na drugiej doszedł na szczyt Elbrusu.
W 1970 poprowadził wyprawę w góry Turcji.
Po kontuzji, która zakończyła się operacją kolana, przestał się wspinać, ale turystykę górską uprawiał nadal. Organizował i uczestniczył w wielu wyjazdach m.in. w Tatry Słowackie.
Organizował wyjazdy rodzinne, w mniejszym lub większym gronie, w różne partie polskich gór, upodobał sobie szczególnie Gorce.
Zwiedzał liczne kraje europejskie a pokłosie tych wyjazdów prezentował na ogólnie dostępnych bogato ilustrowanych przezroczami prelekcjach i wykładach w PTTK oraz na Uniwersytecie III Wieku.
Członek Honorowy PTTK.
Członek Honorowy Polskiego Związku Alpinizmu.
Członek Honorowy Łódzkiego Klubu Wysokogórskiego.

## Odznaczenia

### Wojenne
- Medal Za udział w wojnie obronnej 1939,
- Warszawski Krzyż Powstańczy,

### Państwowe
- Złoty Krzyż Zasługi 1968,

### Władz regionalnych
- Honorowa Odznaka Miasta Łodzi 1989.

### PTTK-owskie i turystyczne
- Złota Honorowa Odznaka PTTK, 1960,
- Złota Odznaka „Zasłużony Działacz Turystyki” 1969,
- Złota Odznaka PTTK 1956,
- 100 lat Sportu Polskiego – 1867–1967 1968,
- Członek Honorowy Klubu Wysokogórskiego i Polskiego Związku Alpinizmu 1974,
- Członek Honorowy PTTK od 1985,
- Medal 100-lecia Turystyki 1973,
- Dyplom Zarządu Wojewódzkiego PTTK 1977,
- Medal Za Zasługi dla Zarządu Wojewódzkiego PTTK 1979,
- Medal 25-lecia Oddziału Łódzkiego PTTK 1975,
- Wpis do Księgi Honorowej Oddziału Łódzkiego PTTK 1984,
- Odznaka 25 lat w PTTK 1977.

## Działalność publicystyczna
W latach 1959–1980 był autorem artykułów i 1970-1975 zastępcą redaktora naczelnego Biuletynu Informacyjnego Zarządu Okręgu PTTK w Łodzi (obecnie Kwartalnik Krajoznawczy RPK PTTK w Łodzi Wędrownik, którego 400. numer ukazał się w 2009). Pisał także w Taterniku, Światowidzie a w codziennej prasie łódzkiej zamieszczał artykuły z zakresu ochrony przyrody, historii polskiej turystyki, głównie górskiej i krajoznawstwa.
Niektóre przykładowe artykuły:
- Władysław Manduk Działalność wysokogórska Okręgu Łódzkiego w ramach PTT i PTTK Biuletyn nr Jubileuszowy 1959/60/30, s. 87
- Władysław Manduk 100 lat społecznej turystyki polskiej [o działalności PTT] w: 70 lat społecznej turystyki i krajoznawstwa w województwie łódzkim 1909–1979, Praca zbiorowa pod red. Kazimierza Hempla, Łódź 1979, s. 74.

## Śmierć i miejsce pochówku
Zmarł na serce 18 czerwca 1989 w Brooklands w połowie drogi z Lake District do Londynu, wracając z 2-tygodniowego pobytu z jedną z córek w górach Szkocji.
Pochowany jest w Warszawie na Powązkach w grobie rodzinnym (kwatera 22-3-4/5). Pogrzeb odbył się 29 czerwca 1989.